# أشوك سينها
أشوك سينها (بالإنجليزية: Ashok Sinha)‏ هو عالم بيئة بريطاني، ولد في 8 نوفمبر 1964.